# Jnoud el-Rab
Jnud al-Rab o Jnoud el-Rab (en árabe جنود الرب, "Soldados del Señor") es una organización católica extremista surgida en el barrio de Achrafieh, Beirut, Líbano, en 2020.
Según su propia definición, la organización no es "solamente un grupo sino los hijos del Señor Jesús bautizados en el nombre del Padre y del Hijo y del Espíritu Santo", que llaman a la oración y hablan sólo con las palabras de la Biblia. Sostiene que no es un partido ni una organización y que no pertenece a ninguna persona ni partido.
Sus miembros suelen vestir camisetas negras, usar barbas y portar signos identificatorios del grupo.
Jnoud el-Rab combina elementos del nacionalismo libanés, el nacionalismo cristiano y el fenicio, afirmando una identidad distintiva para los cristianos libaneses arraigada en la antigua herencia fenicia. Su ideología también ha sido descrita como la incorporación de aspectos del fascismo, lo que refleja sus tendencias autoritarias, ultraconservadoras y militantes.

## Principales acciones
El 24 de junio de 2022, militantes del grupo se filmaron destruyendo un cartel que representaba la bandera arcoiris del movimiento LGTB, hecho con flores y colocado en el barrio beirutí de Achrafieh con motivo de la celebración del mes del orgullo.
El 23 de agosto de 2023 miembros de la organización acudieron al establecimiento Om Bar Room, en Mar Mikhael, y gritaron consignas contra la homosexualidad. En el lugar se llevaba a cabo una presentación con drag queens.
En enero de 2024 el Aeropuerto Internacional Rafic Hariri sufrió un ataque hacker por medio del cual se desplegaron en las pantallas mensajes contra el Hezbolá, en uno de los cuales se veían símbolos del grupo, pero éste negó su vinculación con el hecho.
Según el portal Lebanon Mirror, tras el ataque llevado a cabo mediante localizadores explosivos, los Jnoud el-Rab organizaron una donación de sangre para las víctimas y afirmaron: "podemos tener grandes diferencias con el Hezbolá en política pero no seremos un puñal en sus espaldas, somos hijos del mismo país y pueblo, la sangre nunca se convertirá en agua".
El 4 de diciembre de 2024, durante una discusión de tránsito, un integrante de Fuerzas Libanesas empuñó un arma contra miembros de Jnoud el-Rab, que lograron desarmarlo y golpearlo. Más tarde un grupo de representantes de Fuerzas Libanesas se presentó en la sede de la agrupación para reclamar la devolución del arma; la nueva discusión originó un enfrentamiento a balazos en el cual fue muerto Roland al-Murr, de Fuerzas Libanesas. Tras el homicidio, el dirigente de dicho partido Samir Geagea exigió que se proscribiera al Jnoud el-Rab y criticó la demora de las autoridades para esclarecer el hecho.
El 29 de junio de 2025 un grupo de individuos que portaban insignias de Jnoud el-Rab además de cruces de madera, una bandera del Vaticano y banderas israelíes, se dirigieron a la Iglesia de la Anunciación, perteneciente a la confesión ortodoxa griega de Nazaret, rompieron la puerta, entraron e hicieron sonar las campanas, supuestamente en repudio contra el cruento atentado sufrido días por los fieles de la también ortodoxa Iglesia de Mar Elías en Damasco. La Iglesia Ortodoxa condenó la incursión y la denunció ante las autoridades israelíes.